# Northfields (stanice metra v Londýně)
Northfields je stanice metra v Londýně, otevřená 16. dubna 1908 jako Northfields Halt. Přejmenování na Northfields and Little Ealing proběhlo 11. prosince 1911. Dnešní jméno dostala stanice 19. května 1932. Architektem byl Charles Holden. Autobusovou dopravu zajišťují linky: E2, E3 a noční linka N11. Stanice se nachází v přepravní zóně 3 a leží na lince:
- Piccadilly Line mezi stanicemi Boston Manor a South Ealing.

V minulosti ležela stanice na lince District Line.
| Rok  | Počet cestujících |
| ---- | ----------------- |
| 2011 | 3,79 mil          |
| 2012 | 3,98 mil          |
| 2013 | 4,10 mil          |
| 2014 | 4,21 mil          |